# Alan Trammell
 Alan Stuart Trammell (ur. 21 lutego 1958) – amerykański baseballista polskiego pochodzenia, który występował na pozycji łącznika.
Po ukończeniu szkoły średniej, w czerwcu 1976 został wybrany w drugiej rundzie draftu przez Detroit Tigers i początkowo grał w klubach farmerskich tego zespołu, między innymi w Montgomery Rebels, reprezentującym poziom Double-A. W Major League Baseball zadebiutował 17 września 1953 w drugim meczu doubleheader przeciwko Boston Red Sox na Fenway Park, w którym zaliczył dwa uderzenia i zdobył runa. W 1980 po raz pierwszy zagrał w Meczu Gwiazd i po raz pierwszy zdobył Złotą Rękawicę.
W sezonie 1984 wystąpił w World Series, w których Tigers pokonali San Diego Padres. W meczu numer 4 zdobył dwa dwupunktowe home runy, a w całej serii uzyskał średnią 0,450 i został wybrany World Series MVP. W 1987 uzyskał trzecią w lidze średnią (0,343), osiągnął pułap przynajmniej 200 uderzeń i 100 RBI jako pierwszy zawodnik Detroit Tigers od 1955 roku i otrzymał po raz pierwszy nagrodę Silver Slugger Award, a w głosowaniu do nagrody MVP American League zajął 2. miejsce za George'em Bellem z Toronto Blue Jays. Po raz ostatni zagrał w meczu z Milwaukee Brewers 29 września 1996.
W późniejszym okresie był między innymi menadżerem Detroit Tigers i Arizona Diamondbacks. 18 lipca 1998 został uhonorowany członkostwem w Polsko-Amerykańskiej Narodowej Galerii Sław Sportu, znajdującej się w Orchard Lake w stanie Michigan.
| Nagroda/wyróżnienie      | Lata                               | Źródło |
| 6× All-Star              | 1980, 1984, 1985, 1987, 1988, 1990 | [ 2 ]  |
| 4× Gold Glove Award      | 1980, 1981, 1983, 1984             | [ 2 ]  |
| 3× Silver Slugger Award  | 1987, 1988, 1990                   | [ 2 ]  |
| Zwycięzca w World Series | 1984                               | [ 5 ]  |
| World Series MVP         | 1984                               | [ 5 ]  |